# Magaña (Jaén)
Magaña es una localidad española, hoy día despoblada, del municipio de Santa Elena, perteneciente a la provincia de Jaén, en la comunidad autónoma de Andalucía.

## Historia
El origen de la aldea, producto de un plan de colonización en Sierra Morena, se remonta a la segunda mitad del siglo XVIII. Hacia mediados del siglo XIX, el lugar, perteneciente a Santa Elena, tenía contabilizada una población de 7 habitantes. La localidad aparece descrita en el decimoprimer volumen del Diccionario geográfico-estadístico-histórico de España y sus posesiones de Ultramar de Pascual Madoz de la siguiente manera:

MAGAÑA: ald. en la prov. de Jaen, part. jud. de La Carolina, térm. jurisd. de Sta. Elena, á cuyo punto está tambien sujeto en lo ecl.: tiene 2 solas casas malísimas y á dist. de 200 varas de ellas pasa el r. llamado Magaña que solo se aprovecha en dar movimiento á un molino harinero: en su térm. todo montuoso, se hallan las ruinas de la venta de la Iruela, y antes de construirsé el nuevo arrecife, pasaba por esta ald. el camino ant. que se dirigía á la v. de Viso del Marqués: se conocen muchas minas esplotadas en otra época, pero hoy abandonadas, y su mineral al parecer era de hierro, con algun cobre y alcohol; el terreno está poblado de mata parda, y las prod. se reducen á cereales; cria ganado vacuno y varias clases de caza. pobl.: 2 vec., 7 almas.
(Madoz, 1848, p. 17)